# Röns
Röns é um município da Áustria, situado no distrito de Feldkirch, no estado de Vorarlberg. Tem 1,45 km² de área e sua população em 2019 foi estimada em 338 habitantes.